# May Britt Våland
May Britt Våland-Hartwell (ur. 5 sierpnia 1968 w Sola) – norweska kolarka torowa i szosowa, brązowa medalistka torowych mistrzostw świata.

## Kariera
Największym sukcesem w karierze May Britt Våland jest wywalczenie brązowego medalu w indywidualnym wyścigu na dochodzenie podczas mistrzostw świata w Bogocie w 1995 roku. W wyścigu tym  uległa jedynie Amerykance Rebecce Twigg i Włoszce Antonelli Bellutti. Na rozgrywanych rok później igrzyskach olimpijskich w Atlancie w tej samej konkurencji zajęła dziewiątą pozycję, a rywalizacji w wyścigu punktowym nie ukończyła. Ponadto May Britt wielokrotnie zdobywała medale mistrzostw kraju zarówno w kolarstwie szosowym jak i torowym.
Jej mężem jest były amerykański kolarz Erin Hartwell.